# Kunio Kishida
Pour les articles homonymes, voir Kishida et Prix Kunio-Kishida.
Kunio Kishida (岸田 国士, Kishida Kunio) (2 novembre 1890 - 5 mars 1954) est un dramaturge, romancier, critique et traducteur japonais.

## Biographie
Né à Tokyo, il passe son adolescence à Nagoya avant de revenir à Tokyo en 1907. Il entre à l’École préparatoire de l’armée de terre, puis à l’École des officiers de l’armée de terre. Il quitte l’armée à 24 ans en novembre 1914.
En 1917, Kishida entre à l’Université impériale de Tokyo où il étudie la littérature française. Deux ans plus tard, il embarque pour le Vietnam, puis la France. Pendant son séjour en Europe, il travaille à l’ambassade du Japon à Paris, puis pour le bureau de la représentation japonaise à la Société des Nations. Il fréquente régulièrement le théâtre du Vieux-colombier.
Août 1923, retour au Japon. Kishida écrit sa première pièce de théâtre qui est publiée l’année suivante. En 1929, il publie L’hôtel Ushiyama (Ushiyama hoteru) et se fait remarquer comme l’un des principaux dramaturges de sa génération. Face à l’émergence du théâtre prolétarien, il essaie de défendre un théâtre à la fois moderne et résolument littéraire.
Entre 1940 et 1942, il est directeur des Affaires culturelles de l’Association de soutien au Trône (Taisei yokusankai), jouant un rôle important dans la propagande nationale.
En retrait après la fin de la guerre, il décède à l’hôpital de l’Université de Tokyo en 1954.
Sa fille ainée est la poète Eriko Kishida et sa seconde fille est l'actrice et écrivain Kyōko Kishida.

## Adaptations de ses œuvres au cinéma
- 1939 : Courant chaud (暖流, Danryū?) de Kōzaburō Yoshimura
- 1951 : Le Bon Démon (善魔, Zen-ma?) de Keisuke Kinoshita
- 1956 : Pluie soudaine (驟雨, Shūu?) de Mikio Naruse
- 1956 : La Fontaine (泉, Izumi?) de Masaki Kobayashi
- 1957 : Courant chaud (暖流, Danryū?) de Yasuzō Masumura
- 1966 : Courant chaud (暖流, Danryū?) de Yoshitarō Nomura